# Романівська сільська рада (Луцький район)
| Романівська сільська рада — колишня адміністративно-територіальна одиниця та орган місцевого самоврядування у Луцькому районі Волинської області з адміністративним центром у с. Романів. Припинила існування в зв'язку з об'єднанням в Підгайцівську сільську територіальну громаду Волинської області. Натомість утворено Романівський старостинський округ при Підгайцівській сільській громаді. Сільській раді підпорядковувались населені пункти: - с. Романів - с. Ботин - с. Верхівка - с. Новокотів |

## Склад ради
Рада складалась з 16 депутатів та голови.

## Керівний склад сільської ради
| ПІБ                    | Основні відомості                                                 | Дата обрання | Дата звільнення |
| ---------------------- | ----------------------------------------------------------------- | ------------ | --------------- |
| Бакай Леонід Євгенович | Сільський голова, 1959 року народження, освіта, безпартійний      | 26.03.2006   | 31.10.2010      |
| Бакай Леонід Євгенович | Сільський голова, 1959 року народження, освіта вища, безпартійний | 31.10.2010   | 17.05.2013      |

Примітка: таблиця складена за даними джерела

## Населення
Згідно з переписом УРСР 1989 року чисельність наявного населення сільської ради становила 1350 осіб, з яких 585 чоловіків та 765 жінок.
За переписом населення України 2001 року в сільській раді мешкала 1401 особа.

### Мова
Розподіл населення за рідною мовою за даними перепису 2001 року:
| Мова       | Відсоток |
| ---------- | -------- |
| українська | 98,01 %  |
| російська  | 1,92 %   |
| білоруська | 0,07 %   |